# Giải bóng đá Hạng Nhì Quốc gia 2024
Giải bóng đá Hạng Nhì Quốc gia 2024 là mùa giải thứ 28 của Giải bóng đá Hạng Nhì Quốc gia, giải đấu cao thứ ba trong hệ thống các giải bóng đá Việt Nam (sau V.League 1 và V.League 2) do Liên đoàn bóng đá Việt Nam (VFF) tổ chức. Mùa giải khởi tranh vào ngày 28 tháng 3 và kết thúc vào ngày 17 tháng 6 năm 2024 với 14 câu lạc bộ tham dự.

## Thay đổi đội bóng
| Xuống hạng từ hạng Nhất 2023 - Không Thăng hạng từ hạng Ba 2023 - Kon Tum - Định Hướng Phú Nhuận - Trẻ Hà Nội - An Giang Chuyển giao - Gia Định chuyển giao suất thi đấu cho Bắc Ninh - Gama Vĩnh Phúc chuyển giao suất thi đấu cho Tây Nguyên Gia Lai - Trẻ Quảng Nam chuyển giao suất thi đấu cho Đại học Văn Hiến | Thăng hạng đến hạng Nhất 2023–24 - Đồng Nai - Đồng Tháp |

## Thể thức thi đấu

### Vòng loại
Vòng loại diễn ra từ ngày 28 tháng 3 đến 14 tháng 6 năm 2024. 14 đội bóng được chia làm hai bảng theo khu vực địa lý, thi đấu theo thể thức vòng tròn hai lượt để chọn ra hai đội đứng đầu mỗi bảng lọt vào vòng chung kết. Đội xếp cuối mỗi bảng sẽ phải xuống hạng.

#### Các tiêu chí xếp hạng
Các đội được xếp hạng theo điểm (3 điểm cho một trận thắng, 1 điểm cho một trận hòa, 0 điểm cho một trận thua). Nếu có từ hai đội trở lên bằng điểm nhau, thứ hạng các đội sẽ được xác định theo các tiêu chí lần lượt như sau:
1. Tổng số điểm ghi được trong các trận đấu giữa các đội liên quan;
2. Hiệu số bàn thắng thua trong các trận đấu giữa các đội liên quan;
3. Tổng số bàn thắng ghi được trong các trận đấu giữa các đội liên quan;
4. Tổng số bàn thắng ghi được trên sân khách trong các trận đấu giữa các đội liên quan;
5. Hiệu số bàn thắng thua trong tất cả các trận đấu bảng;
6. Tổng số bàn thắng ghi được trong tất cả các trận đấu bảng;
7. Tổng số bàn thắng ghi được trên sân khách trong tất cả các trận đấu bảng;
8. Sút luân lưu nếu chỉ có hai đội bằng điểm và chỉ số phụ và còn thi đấu trên sân;
9. Trận đấu play-off nếu thứ hạng của các đội bằng điểm nhau ảnh hưởng đến vị trí nhất, nhì bảng hoặc xuống hạng.
10. Bốc thăm.

### Vòng chung kết
Bốn đội bóng vượt qua vòng loại sẽ được phânt cặp thi đấu hai trận như sau:
- Trận 1 (17 tháng 6): 1A v 2B
- Trận 2 (17 tháng 6): 1B v.2A

Các trận đấu ở vòng chung kết thi đấu theo thể thức loại trực tiếp một lượt trận, nếu tỷ số hòa sau 90 phút thi đấu chính thức sẽ tiến hành đá luân lưu 11m để xác định đội thắng (không có hiệp phụ). Hai đội thắng trong hai trận đấu trên sẽ xếp đồng hạng nhất của giải hạng Nhì Quốc gia 2024 và trực tiếp giành quyền tham dự Giải bóng đá Hạng Nhất Quốc gia 2024–25.

## Các đội bóng
14 câu lạc bộ chia làm 2 bảng theo khu vực địa lý như sau:
- Bảng A: Trẻ Hà Nội, PVF, Bắc Ninh, Trẻ SHB Đà Nẵng, Tây Nguyên Gia Lai, Kon Tum, Đắk Lắk
- Bảng B: An Giang, Định Hướng Phú Nhuận, Đại học Văn Hiến, Lâm Đồng, Tiền Giang, Trẻ Thành phố Hồ Chí Minh, Vĩnh Long

### Sân vận động
| Đội bóng                  | Địa điểm                       | Sân vận động                    | Sức chứa |
| ------------------------- | ------------------------------ | ------------------------------- | -------- |
| An Giang                  | Long Xuyên, An Giang           | Sân vận động Yết Kiêu           | 500      |
| Bắc Ninh                  | Từ Sơn, Bắc Ninh               | Sân vận động Từ Sơn             | 5.000    |
| Đại học Văn Hiến          | Quận 8, Thành phố Hồ Chí Minh  | Sân vận động Quận 8             | 500      |
| Đắk Lắk                   | Buôn Ma Thuột, Đắk Lắk         | Sân vận động Buôn Ma Thuột      | 20.000   |
| Định Hướng Phú Nhuận      | Quận 10, Thành phố Hồ Chí Minh | Sân vận động Thống Nhất         | 14.000   |
| Kon Tum                   | Kon Tum                        | Sân vận động Kon Tum            | 11.000   |
| Lâm Đồng                  | Đà Lạt, Lâm Đồng               | Sân vận động Đà Lạt             | 20.000   |
| PVF                       | Văn Giang, Hưng Yên            | TTĐTBĐ trẻ PVF - Bộ Công An     | 3.600    |
| Tây Nguyên Gia Lai        | Pleiku, Gia Lai                | Trung tâm Hoạt động TTN Gia Lai |          |
| Tiền Giang                | Mỹ Tho, Tiền Giang             | Sân vận động Tiền Giang         | 12.000   |
| Trẻ Hà Nội                | Thanh Trì, Hà Nội              | Sân vận động Thanh Trì          | 4.000    |
| Trẻ SHB Đà Nẵng           | Cẩm Lệ, Đà Nẵng                | Sân vận động Hòa Xuân           | 20.000   |
| Trẻ Thành phố Hồ Chí Minh | Quận 10, Thành phố Hồ Chí Minh | Sân vận động Thống Nhất         | 14.000   |
| Vĩnh Long                 | Thành phố Vĩnh Long, Vĩnh Long | Sân vận động Vĩnh Long          | 10.000   |

### Cầu thủ nước ngoài
| Câu lạc bộ                | Cầu thủ 1 (Cầu thủ Việt kiều chưa có quốc tịch Việt Nam) | Cầu thủ 2 (Cầu thủ nhập tịch) | Cầu thủ 3 (Cầu thủ nhập tịch) | Cầu thủ 4+ (Cầu thủ Việt kiều có quốc tịch Việt Nam)1 | Cầu thủ cũ |
| ------------------------- | -------------------------------------------------------- | ----------------------------- | ----------------------------- | ----------------------------------------------------- | ---------- |
| An Giang                  |                                                          |                               |                               |                                                       |            |
| Bắc Ninh                  |                                                          |                               |                               |                                                       |            |
| Đại học Văn Hiến          |                                                          |                               |                               |                                                       |            |
| Đắk Lắk                   |                                                          |                               |                               |                                                       |            |
| Định Hướng Phú Nhuận      |                                                          |                               |                               |                                                       |            |
| Kon Tum                   |                                                          |                               |                               |                                                       |            |
| Lâm Đồng                  |                                                          |                               |                               |                                                       |            |
| PVF                       |                                                          |                               |                               |                                                       |            |
| Tây Nguyên Gia Lai        |                                                          |                               |                               |                                                       |            |
| Tiền Giang                |                                                          |                               |                               |                                                       |            |
| Trẻ Hà Nội                |                                                          |                               |                               |                                                       |            |
| Trẻ SHB Đà Nẵng           |                                                          |                               |                               |                                                       |            |
| Trẻ Thành phố Hồ Chí Minh |                                                          | Huỳnh Kesley Alves            | Đỗ Merlo                      | Vincent Trọng Trí Guyenne                             |            |
| Vĩnh Long                 |                                                          | Đinh Hoàng Max                |                               |                                                       |            |

^1  Cầu thủ Việt kiều đã có quốc tịch Việt Nam được tính là nội binh.

## Khai mạc
- Bảng A: Lễ khai mạc chính thức của bảng A diễn ra vào lúc 14:45 ngày 28 tháng 3 tại Sân vận động Thanh Trì, Thanh Trì, Hà Nội với trận đấu khai mạc vào lúc 15:00 giữa Trẻ Hà Nội và PVF.

- Bảng B: Lễ khai mạc chính thức của bảng B diễn ra vào lúc 14:45 ngày 28 tháng 3 tại Sân vận động Thống Nhất, Quận 10, Thành phố Hồ Chí Minh với trận đấu khai mạc vào lúc 15:00 giữa Định Hướng Phú Nhuận và Đại học Văn Hiến.

## Vòng loại

### Bảng A
| VT | Đội                | ST | T  | H | B  | BT | BB | HS  | Đ  | Giành quyền tham dự hoặc xuống hạng |
| -- | ------------------ | -- | -- | - | -- | -- | -- | --- | -- | ----------------------------------- |
| 1  | Bắc Ninh           | 12 | 10 | 1 | 1  | 28 | 4  | +24 | 31 | Lọt vào vòng chung kết              |
| 2  | Kon Tum            | 12 | 7  | 4 | 1  | 19 | 3  | +16 | 25 | Lọt vào vòng chung kết              |
| 3  | Trẻ SHB Đà Nẵng    | 12 | 7  | 3 | 2  | 16 | 12 | +4  | 24 |                                     |
| 4  | Trẻ Hà Nội         | 12 | 3  | 4 | 5  | 9  | 13 | −4  | 13 |                                     |
| 5  | Đắk Lắk            | 12 | 3  | 3 | 6  | 8  | 14 | −6  | 12 |                                     |
| 6  | PVF                | 12 | 2  | 5 | 5  | 10 | 15 | −5  | 11 |                                     |
| 7  | Tây Nguyên Gia Lai | 12 | 0  | 0 | 12 | 3  | 32 | −29 | 0  | Xuống hạng Ba Quốc gia 2025         |

#### Vòng 1
| 28 tháng 3 năm 2023 | Trẻ Hà Nội | 0–0      | PVF | Thanh Trì, Hà Nội                                   |  |
| 15:00               |            | Chi tiết |     | Sân vận động: Thanh Trì Trọng tài: Nguyễn Đức Thiện |  |

| 28 tháng 3 năm 2023 | Đắk Lắk                                                         | 4–0      | Tây Nguyên Gia Lai | Buôn Ma Thuột, Đắk Lắk                                |  |
| 15:30               | - Hoàng Xuân Phú 39' - Vũ Hoàng Đắc 58', 74' - Phan Duy Hào 70' | Chi tiết |                    | Sân vận động: Buôn Ma Thuột Trọng tài: Đặng Quốc Dũng |  |

| 28 tháng 3 năm 2023 | Kon Tum | 0–1      | Trẻ SHB Đà Nẵng      | Thành phố Kon Tum, Kon Tum                    |  |
| 16:00               |         | Chi tiết | - Trần Nhật Đông 18' | Sân vận động: Kon Tum Trọng tài: Ngô Đắc Tiến |  |

#### Vòng 2
| 02 tháng 4 năm 2023 | Tây Nguyên Gia Lai | 0–5      | Kon Tum | Pleiku, Gia Lai                                                                                         |  |
| 15:00               |                    | Chi tiết | - Nguyễn Hoàng Khanh 19' - Phùng Văn Nam 36' - Thái Bảo Trung 45+2' - Phạm Ngô Minh Quang 85' - Hoàng Minh Tiến 88' | Sân vận động: Trung tâm Hoạt động Thanh thiếu nhi Gia Lai Lượng khán giả: 150 Trọng tài: Đặng Quốc Dũng |  |

| 02 tháng 4 năm 2023 | Trẻ SHB Đà Nẵng         | 1–0      | Đắk Lắk | Cẩm Lệ, Đà Nẵng                                                          |  |
| 16:00               | - Nguyễn Minh Trọng 34' | Chi tiết |         | Sân vận động: Hòa Xuân Lượng khán giả: 300 Trọng tài: Trương Quang Thông |  |

| 02 tháng 4 năm 2023 | PVF | 0–2      | Bắc Ninh                                                           | Văn Giang, Hưng Yên                                                  |  |
| 17:00               |     | Chi tiết | - Nguyễn Trọng Sơn 14' - Nguyễn Hồng Sơn 39' - Vũ Xuân Tín 74' 89' | Sân vận động: TTĐT trẻ PVF – Bộ Công An Trọng tài: Nguyễn Ngọc Thắng |  |

#### Vòng 3
| 07 tháng 4 năm 2023 | Bắc Ninh                                           | 3–0      | Trẻ Hà Nội | Từ Sơn, Bắc Ninh                                          |  |
| 15:00               | - Nguyễn Hồng Sơn 40', 66' - Nguyễn Quang Tình 80' | Chi tiết |            | Sân vận động: Thành phố Từ Sơn Trọng tài: Trần Quốc Thịnh |  |

| 07 tháng 4 năm 2023 | Trẻ SHB Đà Nẵng                          | 2–0      | Tây Nguyên Gia Lai | Cẩm Lệ, Đà Nẵng                                                   |  |
| 16:00               | - Lê Văn Đạt 25' - Nguyễn Minh Trọng 33' | Chi tiết |                    | Sân vận động: Hòa Xuân Lượng khán giả: 400 Trọng tài: Lê Ngọc Lợi |  |

| 02 tháng 4 năm 2023 | Kon Tum                | 1–0      | Đắk Lắk | Thành phố Kon Tum, Kon Tum                                             |  |
| 16:00               | - Nguyễn Trọng Sơn 14' | Chi tiết |         | Sân vận động: Kon Tum Lượng khán giả: 500 Trọng tài: Nguyễn Ngọc Tưởng |  |

#### Vòng 13
| 05 tháng 6 năm 2023 | Trẻ Hà Nội                                     | 3–1      | Tây Nguyên Gia Lai    | Thanh Trì, Hà Nội                                 |  |
| 15:00               | - Trần Văn Vẫn 39', 73' - Nguyễn Xuân Toàn 67' | Chi tiết | - Nguyễn Tiến Nam 53' | Sân vận động: Thanh Trì Trọng tài: Trần Huy Hoàng |  |

| 05 tháng 6 năm 2023 | Bắc Ninh                                                              | 3–1      | Trẻ SHB Đà Nẵng          | Từ Sơn, Bắc Ninh               |  |
| 16:00               | - Nguyễn Trọng Sơn 21' - Nguyễn Ngọc Thắng 60' - Nguyễn Thế Thắng 82' | Chi tiết | Đỗ Minh Quang 67' (l.n.) | Sân vận động: Thành phố Từ Sơn |  |

| 05 tháng 6 năm 2023 | PVF | 0–0      | Đắk Lắk | Văn Giang, Hưng Yên                                              |  |
| 17:00               |     | Chi tiết |         | Sân vận động: TTĐT trẻ PVF – Bộ Công An Trọng tài: Nghiêm Bá Trí |  |

#### Vòng 14
| 10 tháng 6 năm 2023 | PVF               | 1–1      | Kon Tum             | Văn Giang, Hưng Yên                                             |  |
| 15:00               | Trần Gia Hưng 37' | Chi tiết | Trịnh Văn Quang 28' | Sân vận động: TTĐT trẻ PVF – Bộ Công An Trọng tài: Vũ Phúc Hoan |  |

| 10 tháng 6 năm 2023 | Trẻ Hà Nội                                                       | 2–3      | Trẻ SHB Đà Nẵng                                                             | Thanh Trì, Hà Nội                                |  |
| 15:00               | - Nguyễn Quốc Khánh 32' - Hoàng Văn Tuyến 90+2' Trẻ SHB Đà Nẵng: | Chi tiết | - Nguyễn Công Trinh 38' - Nguyễn Thanh Hùng 45+1' - Nguyễn Thanh Nhân 90+1' | Sân vận động: Thanh Trì Trọng tài: Ngô Đức Trung |  |

| 10 tháng 6 năm 2023 | Bắc Ninh                                                                               | 4–0      | Tây Nguyên Gia Lai | Từ Sơn, Bắc Ninh                                         |  |
| 16:00               | - Phạm Văn Sơn 36' - Đậu Thanh Phong 45' - Nguyễn Quang Tình 70' - Nguyễn Văn Toản 76' | Chi tiết |                    | Sân vận động: Thành phố Từ Sơn Trọng tài: Dương Duy Dũng |  |

### Bảng B
| VT | Đội                           | ST | T | H | B | BT | BB | HS  | Đ  | Giành quyền tham dự hoặc xuống hạng |
| -- | ----------------------------- | -- | - | - | - | -- | -- | --- | -- | ----------------------------------- |
| 1  | Định Hướng Phú Nhuận (P)      | 12 | 7 | 4 | 1 | 20 | 11 | +9  | 25 | Lọt vào vòng chung kết              |
| 2  | Trẻ Thành phố Hồ Chí Minh (P) | 12 | 5 | 6 | 1 | 15 | 9  | +6  | 21 | Lọt vào vòng chung kết              |
| 3  | Lâm Đồng                      | 12 | 5 | 3 | 4 | 20 | 18 | +2  | 18 |                                     |
| 4  | Đại học Văn Hiến              | 12 | 5 | 2 | 5 | 13 | 10 | +3  | 17 |                                     |
| 5  | Tiền Giang                    | 12 | 3 | 4 | 5 | 9  | 16 | −7  | 13 |                                     |
| 6  | Vĩnh Long                     | 12 | 2 | 5 | 5 | 10 | 13 | −3  | 11 |                                     |
| 7  | An Giang                      | 12 | 1 | 4 | 7 | 6  | 16 | −10 | 7  | Xuống hạng Ba Quốc gia 2025         |

#### Vòng 13
| 05 tháng 6 năm 2023 | Lâm Đồng                                                               | 3–3      | Vĩnh Long                                      | Đà Lạt, Lâm Đồng                           |  |
| 15:00               | - Trần Gia Anh 2' (l.n.) - Trần Văn Đạt 24' - Đoàn Chí Bảo 49' (ph.đ.) | Chi tiết | - Nguyễn Khánh Duy 59', 80' - Trần Gia Nam 88' | Sân vận động: Đà Lạt Trọng tài: Vũ Mạnh Hà |  |

| 05 tháng 6 năm 2023 | An Giang | 0–1      | Trẻ Thành phố Hồ Chí Minh | Long Xuyên, An Giang                               |  |
| 15:30               |          | Chi tiết | Vũ Minh Hiếu 85'          | Sân vận động: Yết Kiêu Trọng tài: Nguyễn Hồng Quốc |  |

| 05 tháng 6 năm 2023 | Tiền Giang                               | 2–2      | Định Hướng Phú Nhuận                  | Mỹ Tho, Tiền Giang                               |  |
| 16:00               | - Hồ Nhựt Trường 46' - Đặng Ngọc Đức 51' | Chi tiết | - Kha Tấn Tài 29' - Phạm Hồng Sơn 36' | Sân vận động: Tiền Giang Trọng tài: Tạ Thanh Huy |  |

#### Vòng 14
| 10 tháng 6 năm 2023 | Vĩnh Long | 0–2      | Đại học Văn Hiến                          | Thành phố Vĩnh Long, Vĩnh Long                    |  |
| 15:30               |           | Chi tiết | - Trần Tuấn Thanh 26' - Phùng Khắc Lê 82' | Sân vận động: Vĩnh Long Trọng tài: Phan Thanh Tâm |  |

| 10 tháng 6 năm 2023 | An Giang         | 1–1      | Định Hướng Phú Nhuận      | Long Xuyên, An Giang                                |  |
| 15:30               | Lâm Hải Đăng 85' | Chi tiết | Phạm Ngô Tấn Tài (17) 18' | Sân vận động: Yết Kiêu Trọng tài: Nguyễn Ngọc Tưởng |  |

| 10 tháng 6 năm 2023 | Trẻ Thành phố Hồ Chí Minh                                              | 3–0      | Tiền Giang | Quận 10, Thành phố Hồ Chí Minh                    |  |
| 16:00               | - Lê Quyền Huy Tín 45' - Nguyễn Văn Giang 59' - Huỳnh Kesley Alves 74' | Chi tiết |            | Sân vận động: Thống Nhất Trọng tài: Trần Văn Khỏe |  |

## Vòng chung kết
Hai đội thắng trong hai trận đấu của vòng chung kết giành quyền tham dự Giải bóng đá Hạng Nhất Quốc gia 2024–25. Trợ lý trọng tài video (VAR) sẽ lần đầu tiên được áp dụng tại vòng chung kết.
| Bắc Ninh                                               | 2–2      | Trẻ Thành phố Hồ Chí Minh                           |
| ------------------------------------------------------ | -------- | --------------------------------------------------- |
| - Nguyễn Hồng Sơn 85' (ph.đ.) - Nguyễn Trọng Sơn 90+1' | Chi tiết | - Trần Hoàng Phương 26' (ph.đ.) - Đỗ Merlo 45+5'    |
| Loạt sút luân lưu                                      |          |                                                     |
| - Sỹ Minh - Hồng Sơn - Văn Toản - Văn Hùng             | 1–3      | - Huỳnh Kesley - Trần Vũ - Trường Giang - Minh Hiếu |

| Định Hướng Phú Nhuận                 | 2–0      | Kon Tum |
| ------------------------------------ | -------- | ------- |
| - Bùi Văn Hưng 63' - Kha Tấn Tài 68' | Chi tiết |         |